# Plaza Alemania

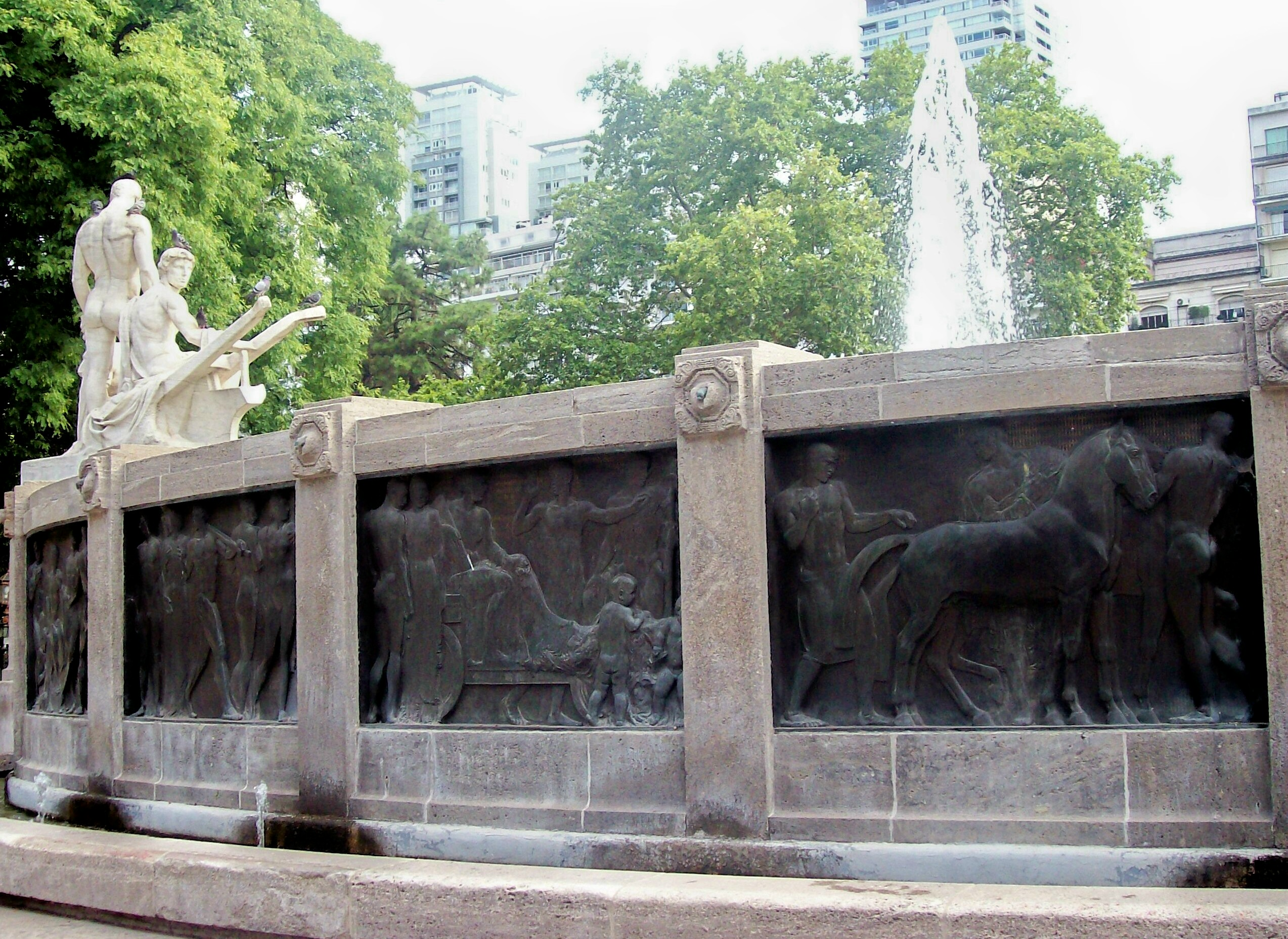
Rückseite des Brunnens

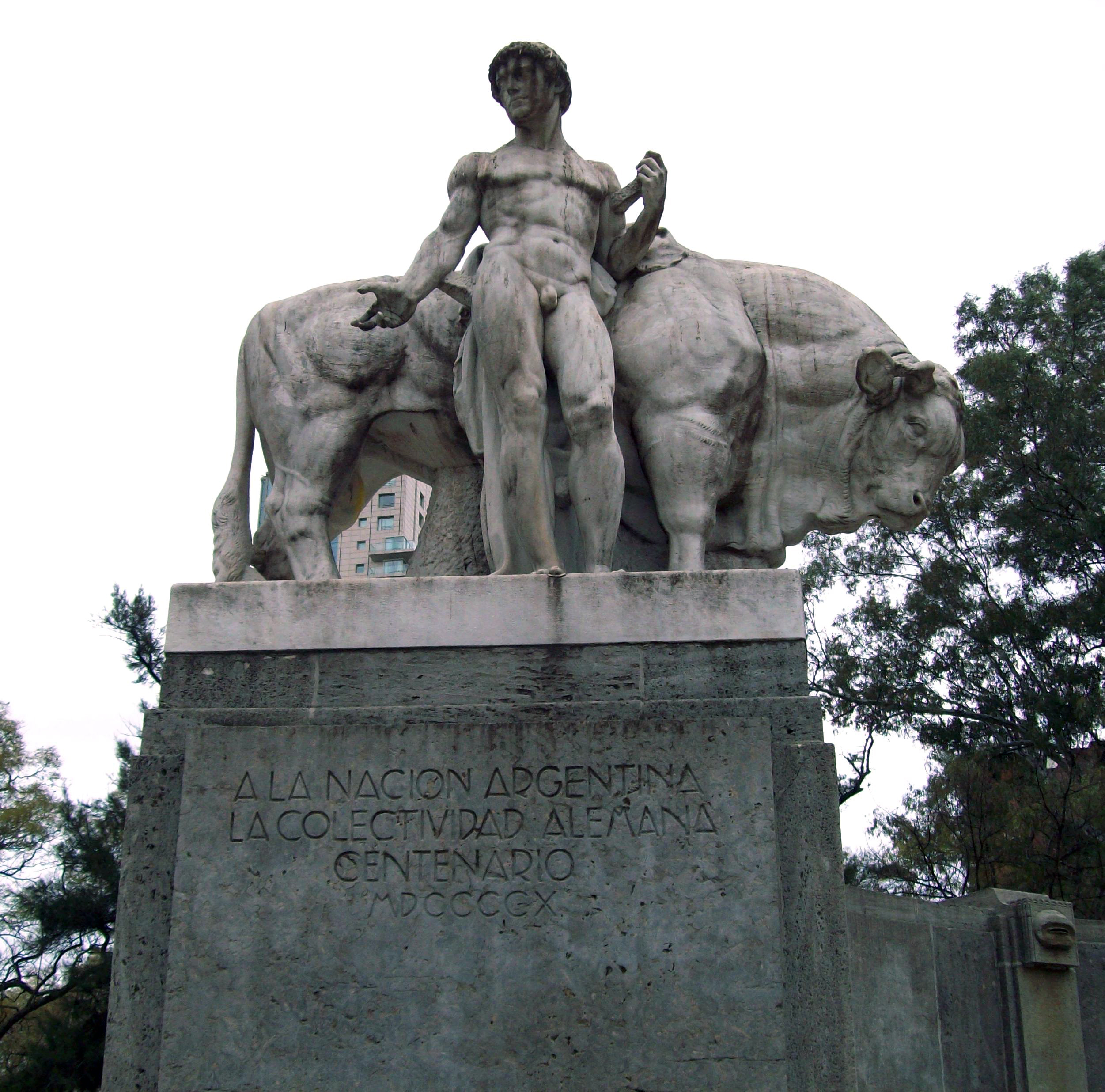
Eine der Skulpturen von Gustav Adolf Bredow.

Die Plaza Alemania (Deutschlandplatz) ist ein Platz im Stadtteil Palermo in Buenos Aires, Argentinien. Der Platz liegt zwischen der Calle Cavia, der Calle Castex der Avenida Casares und der Avenida Del Libertador. Er trägt seit 1964 diesen Namen.
Auf dem Platz befindet sich der Brunnen „Fuente Riqueza agropecuaria argentina“ (auch „Fuente Alemana en Buenos Aires“ genannt). Er wurde im August 1914 eingeweiht. Das Kunstwerk wurde von Gustav Adolf Bredow (1875–1950) in mehr als vier Jahren geschaffen. Er war ein Geschenk der deutschargentinischen Bevölkerung anlässlich der Hundertjahrfeier der argentinischen Mai-Revolution. Auf zwei viereckigen Sockeln befinden sich zwei Skulpturengruppen, die Landwirtschaft und Viehzucht darstellen, deren Marmor im Laufe der Jahre einen zunehmend gesättigten und warmen Farbton angenommen hat, der Licht und Schatten hervorhebt. Dort befindet sich auch eine Bronzetafel zu Ehren von Konrad Adenauer. Die Wände hinter dem Denkmal sind mit Reliefs der Wappen der 16 deutschen Bundesländer in Bronze verkleidet.
Im Jahr 2005 wurden der Steinsockel des Brunnens restauriert und die Bronzeskulpturen konserviert. Am 1. Oktober 2010 wurde ein Straßenschachspiel eingeweiht, das die deutsche Bundesregierung der Stadt Buenos Aires anlässlich der Zweihundertjahrfeier Argentiniens geschenkt hat. Außerdem wurde die Umzäunung durch einen Metallgitter-Zaun ersetzt, und entlang der Avenida Del Libertador rot blühende Stauden gepflanzt. Eine der dafür ausgewählten Blumen waren Geranien als Symbol für Deutschland.

## Nachweise
1. ↑  Ernesto Magneto: Plaza Alemania: Robaron Los Escudos. Abgerufen am 11. September 2021 (spanisch).
2. ↑  Benjamin Bryce: The German Fountain. Abgerufen am 31. Mai 2024 (englisch).
3. ↑  Cutolo, V. O.: Buenos Aires: Historia de los barrios de Buenos Aires. Elche, Buenos Aires 1996, ISBN 950-99212-2-X.
4. ↑  Inauguran un ajedrez gigante en Plaza Alemania, Experience Buenos Aires, 1 de octubre de 2010
5. ↑  Ibarra reinauguró la Plaza Alemania, Palermonline.com.ar 04/10/2005 (Memento des Originals vom 5. Oktober 2009 im Internet Archive)  Info: Der Archivlink wurde automatisch eingesetzt und noch nicht geprüft. Bitte prüfe Original- und Archivlink gemäß Anleitung und entferne dann diesen Hinweis.